# 京都市営バス北野支所
京都市営バス烏丸営業所北野支所（きょうとしえいバスからすまえいぎょうしょきたのししょ）は、京都市上京区一条通七本松西入瀧ヶ鼻町にかつて存在していた京都市営バスの営業所。
跡地は京都こども文化会館となっている。

## 沿革
- 1961年8月：開設。7月末限りで廃止となった京都市電堀川線（北野線）北野車庫跡に開設された。
- 1962年5月：北野運輸事務所に昇格。
- 1978年10月：烏丸営業所開設に伴い、同所の支所となる。
- 1979年5月：廃止。

## 廃止時所管路線

### 50号系統
現在は九条営業所が運行